# Ethische politiek
De ethische politiek was de morele of ethische roeping die het Nederlandse koloniale beleid in Nederlands-Indië kreeg vanaf het kabinet-Kuyper rond 1901. Degene die hier als bestuurder voor het eerst beleidsmatig vorm aan gaf was minister van Koloniën Alexander Willem Frederik Idenburg. Waar tot dan toe de economische exploitatie van grondstoffen en de bevolking in de koloniën relatief onomstreden was, werd deze toen overwegend negatief beoordeeld. Doelstelling van de ethische politiek was de koloniale bevolking zodanig te vormen dat zij zou kunnen komen tot sociale, politieke en economische zelfstandigheid.

## Aanloop

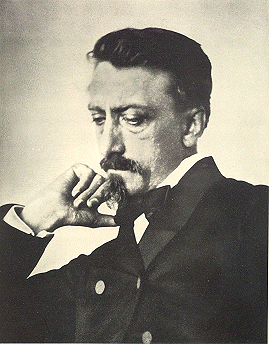
Eduard Douwes Dekker in 1853

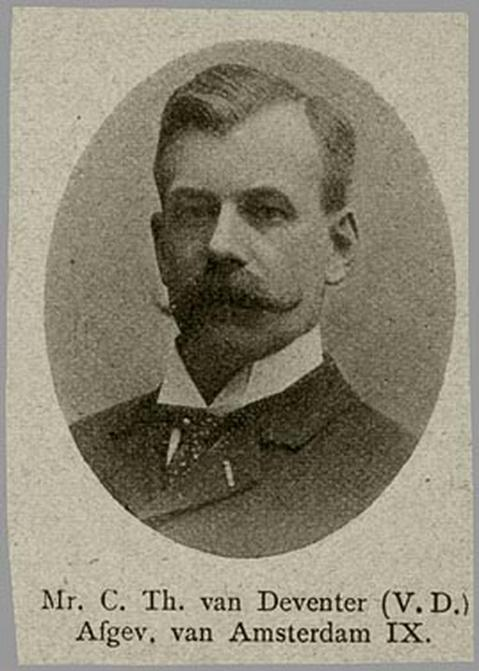
Conrad Theodor van Deventer wordt wel beschouwd als de vader van de ethische politiek

Onder het beheer van de Vereenigde Oostindische Compagnie was er geen aandacht voor de belangen van de inheemse bevolking van Indië, het koopmansbelang stond voorop. Na de opheffing van de VOC in 1798 verviel Nederlands-Indië aan de Bataafse Republiek. Daarmee konden de belangen van de bevolking niet langer genegeerd worden. In de Staatsregeling des Bataafschen Volks van 1801 stond tenslotte Het geluk van allen is de hoogste Wet. Lange tijd daarna gold dat echter slechts voor de belangen van de Europese inwoners.
Er was wel kritiek op de misstanden, zoals door Dirk van Hogendorp. In Berigt van den tegenwoordigen toestand der Bataafsche bezittingen in Oost-Indien en den handel op dezelve uit 1799 pleitte hij voor een verlicht koloniaal bestuur. Door de invloed van zijn rivaal Sebastiaan Cornelis Nederburgh kwam de commissie die in 1803 hervormingen in de kolonie behandelde met een negatief advies. De kolonie werd als wingewest beschouwd waarbij de batig slot-politiek werd gevolgd.
Toen berichten van de in 1845 begonnen hongersnood op Java in 1849 doordrongen in Nederland, bracht dit Kamerlid Wolter Robert van Hoëvell ertoe zijn landgenoten voor te houden in hoeverre zij waren tekortgeschoten. Hoewel zijn rapport Slaven en vrijen onder de Nederlandsche wet er mede toe leidde dat de slavernij uiteindelijk werd afgeschaft, bleef de batig slot-politiek van kracht. Dit gold ook na het verschijnen in 1860 van Eduard Douwes Dekkers Max Havelaar of de koffiveilingen der Nederlandsche Handelmaatschappy, dat Dekker wel tot gevierd schrijver maakte, maar dat tot zijn frustratie geen invloed had op de politiek.
Toen Pieter Brooshooft in 1877 werd benoemd tot hoofdredacteur van de Samarangsche Courant begon hij pleidooien tegen de exploitatie van Indië. Hij speelde een belangrijke rol bij het wijzigen van de opvattingen rond 1890. De Nederlandse politiek op Java werd sterk veroordeeld door Henri van Kol onder het pseudoniem Rienzi in het boek Land en volk van Java.
Grote indruk maakte het artikel 'Een Eereschuld' in De Gids uit 1899 van Conrad Theodor van Deventer. De term ethische politiek kwam Van Brooshooft die in 1901 in het liberale De Locomotief het artikel 'De ethische koers in de koloniale politiek' schreef. Toen koningin Wilhelmina in de troonrede van dat jaar zei ... dat Nederland tegenover de bevolking dezer gewesten een zedelijke roeping heeft te vervullen was de ethische periode officieel begonnen.
Internationaal was er een vergelijkbare tendens, zoals Kiplings gedicht The White Man's Burden en de Franse mission civilisatrice die als mission sacrée de civilisation geformuleerd werd in artikel 22 van de Volkenbond in 1919.

## Invulling
Deze ethische opdracht voor de Nederlandse staat werd op verschillende wijze geponeerd, afhankelijk van de levensbeschouwing van degene die deze stelde. Vanuit progressief-liberale kring werd over een ereschuld gesproken die Nederland aan met name de Javanen in te lossen had, van protestants-christelijke zijde werd gesproken over een zedelijke verplichting die het moederland had te vervullen tegenover de koloniën.
Deze ereschuld en zedelijke verplichting werden in de praktijk met name ingevuld door het financieren van volksonderwijs en een beperkte mate van politieke participatie van de koloniale bevolking. Daarnaast was de ethische politiek een argument om meer in te grijpen in de traditionele Indische samenlevingen, hetzij door militaire expedities, hetzij door afschaffing van allerlei privileges van de inlandse hoofden. De officiële lijn was echter het bevorderen van irrigatie, emigratie en educatie.

### Irrigatie
Er werd begonnen met de aanleg van wegen, irrigatiewerken, voorlichting over landbouw en visserij, wetenschappelijk onderzoek voor kwaliteitsverbetering van de gewassen. Ook werd in 1912 een Nederlandsch-Indische volkscredietwezen opgericht met een overkoepelende Centrale Kas. Hieronder vielen de 75 volkskredietbanken, 1336 dorpsbanken en 12.424 lumbung padi-banken.

### Emigratie
Om de bevolkingsdruk op Java te verlichten, werd transmigratie naar Sumatra en Kalimantan bevorderd. Dit was niet erg succesvol, aangezien het deel dat migreerde maar een fractie was van de bevolkingstoename.

### Educatie
In 1900 gingen slechts 1500 Indonesiërs naar Europese scholen, tegen 13.000 Europeanen. Gouverneur-generaal Van Heutsz introduceerde in 1907 een nieuwe vorm van volksonderwijs. In iedere desa werd een volksschool opgericht, waarvan het gouvernement betaalde voor de bouw, de inrichting en het lesmateriaal, waarna de plaatselijke bevolking de school in stand moest houden en het salaris van de leraar betalen. In 1928 hadden 75.000 Indiërs een lagere opleiding voltooid en bijna 6500 voortgezet onderwijs. Gezien de grootte van de bevolking was dit echter nog steeds minimaal. In 1930 was 93% van de bevolking dan ook nog analfabeet. Dit cijfer is echter gemaskeerd, doordat hierbij ook kinderen onder de schoolgaande leeftijd werden meegeteld. Tussen 1930 en 1940 steeg het percentage kinderen in de schoolgaande leeftijd dat daadwerkelijk onderwijs genoot van 34% tot 45%. In de periode 1900-1941 kregen ongeveer 23.000 Indonesiërs een middelbareschoolopleiding. Daarmee vertegenwoordigden zij maar een klein deel van het middenkader, en dan nog voornamelijk bij de overheid. Hier stuitte de ethische politiek op de grenzen van de koloniale economie, waarin grote hoeveelheden Nederlandse importkrachten de hogere functies innamen. De kleine groep opgeleide Indonesiërs zou na de onafhankelijkheid een belangrijke rol gaan spelen in economie en bestuur, maar in allerlei opzichten stond de groep voor een te grote opgave met beperkte middelen, zeker toen de Nederlandse specialisten na 1945, al dan niet gedwongen, vertrokken.

## Effect
De ethische politiek onderscheidde zich van soortgelijke initiatieven van andere koloniale machten – zoals de mission civilisatrice in Frankrijk – in de nadruk op toename van welvaart in plaats van cultuuroverdracht. De politiek bleef steken op twee problemen. Ten eerste werd nooit voldoende budget toegewezen om de vastgestelde doelen te halen, zodat veel koloniale ambtenaren het geloof in het succes van de politiek verloren. Dit was vooral het geval tijdens de crisisjaren. Ten tweede zorgde de ethische politiek voor een toenemend zelfbewustzijn en daarmee het ontstaan van de Indonesische nationale beweging. Binnen de koloniale gemeenschap werd de politiek dan ook wel als een mislukking gezien die zich tegen de Nederlandse belangen richtte. Dat gebeurde uiteindelijk ook, doordat de ethische politiek een volledig Nederlands beleid was, dat geen rekening hield met het nationalisme en andere opkomende bewegingen onder de Indonesiërs zelf.
Waar de ethische politiek in principe een einde aan het koloniale stelsel wilde maken, werd zij in de jaren 1920 en vooral de jaren 1930 meer conservatief van karakter. Dit kwam doordat de voorwaarden waaraan de Indonesische bevolking zou moeten voldoen voordat de zelfstandigheid kon worden toegestaan steeds omvangrijker werden. Op den duur werd de opdracht tot verzelfstandiging steeds meer een excuus om de onafhankelijkheid nog niet toe te staan.

## Bekende ethische politici
- Conrad Theodor van Deventer
- Willem Anthony Engelbrecht